# スピードスター・ミュージック
株式会社スピードスター・ミュージック（英文社名：Speedstar Music, Inc.）は、東京都渋谷区に本社を置く日本の芸能プロダクション、音楽関連会社。

## 沿革・概要
- 1994年4月1日 - ビクターエンタテインメント株式会社[2]グループのアーティストマネジメントを主たる事業として東京都渋谷区神南4-9-1 神宮前AKビル303に設立。
- 日本音楽制作者連盟に加盟している。
- 浜田麻里の1990年から1996年までinvitation・MCAビクター所属時の楽曲の音楽出版権を保有している。2018年にビクターに再移籍したが、再移籍後の音楽出版権に関してはビクターミュージックアーツで管理されている。[注 1]

## 所属アーティスト
※2024年7月現在
- THE BACK HORN
- つじあやの
- キュウソネコカミ
- SHE'S
- PELICAN FANCLUB
- むぎ (猫)
- kobore
- Kaco

## かつて所属していたアーティスト
- ammoflight
- キセル
- コミネリサ
- サクラメリーメン
- GIRAFFE
- 竹内電気
- トルネード竜巻
- 浜崎貴司
- のあのわ
- 堀下さゆり
- WAGDUG FUTURISTIC UNITY
- N'夙川BOYS
- 後藤まりこ
- 本棚のモヨコ

## 関係する会社
- ビクターエンタテインメント
- SPEEDSTAR RECORDS
- フライングドッグ
- ビクターミュージックアーツ
- JVCネットワークス株式会社
- JVCエンタテインメント